# أندرو مولوني
أندرو مولوني (بالإنجليزية: Andrew Moloney) (10 يناير 1991 في أستراليا - ) هو ملاكم أسترالي، صنّف ضمن فئة وزن الذبابة. شارك في دورة ألعاب الكومنولث 2010.

## إحصائيات
خاض خلال مسيرته 18 نزالا، فاز في 18 ولم يتعادل ولم يخسر. فاز بالضربة القاضية في 11 نزالا.

## روابط خارجية
- أندرو مولوني على موقع بوكس ريك (الإنجليزية) (registration required)
- أندرو مولوني على موقع اتحاد ألعاب الكومنولث (مؤرشف) (الإنجليزية)
- أندرو مولوني على موقع اتحاد ألعاب الكومنولث (مؤرشف) (الإنجليزية)